# St-Martin (Gensac-la-Pallue)

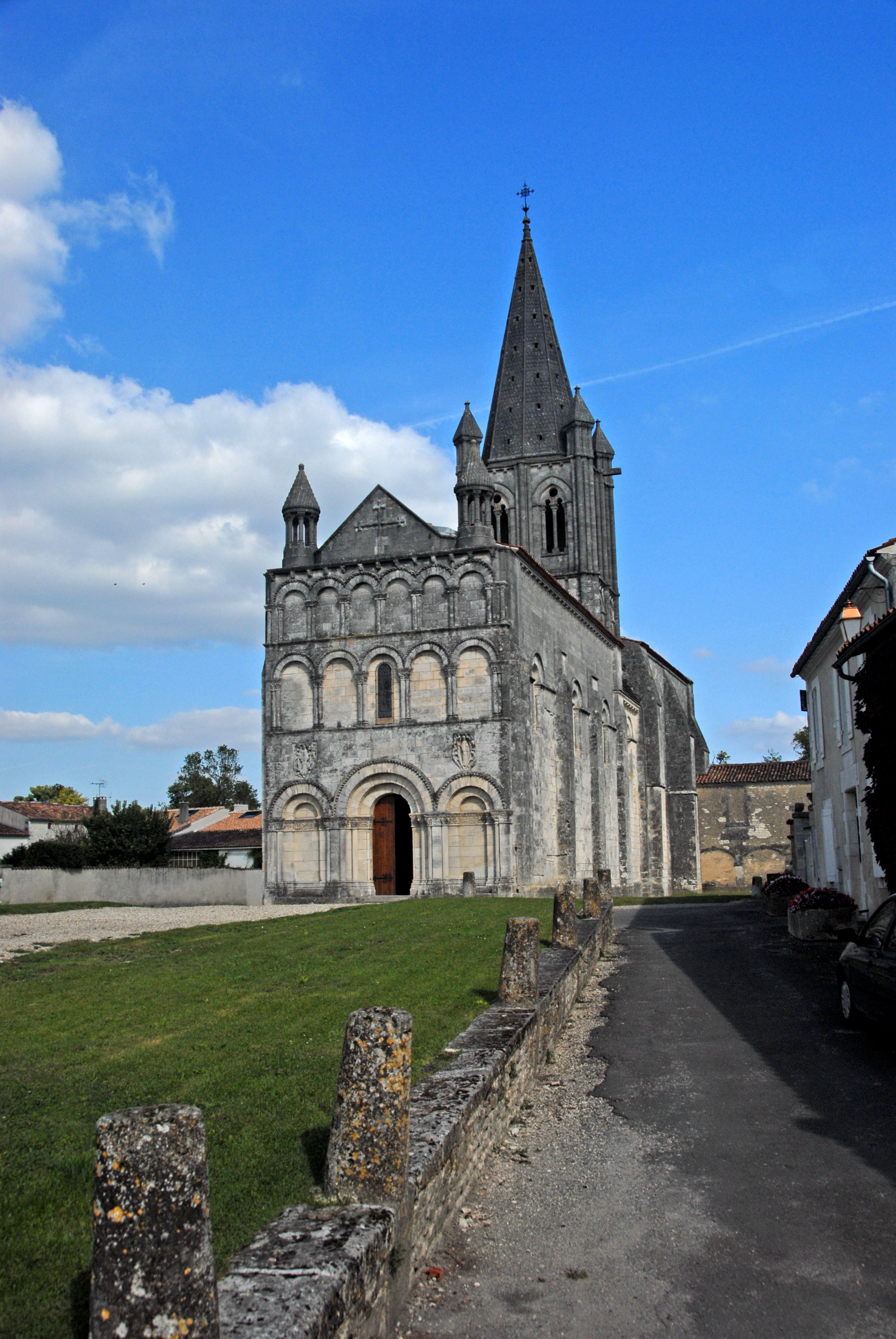
Genzac-la-Pallue, Pfarrkirche, von Südwest

Die Kirche Saint-Martin de Gensac-la-Pallue liegt inmitten des Ortes Gensac-la-Pallue in der Région Nouvelle-Aquitaine, im Département Charente. Die Kirche ist bekannt für ihre Gewölbekonstruktion aus vier Pendentifkuppeln, die harmonische Gliederung ihrer romanischen Westfassade, und deren Skulptur der Kapitelle und Hochreliefs. Das Bauwerk ist seit dem Jahr 1862 als Monument historique registriert.

## Baugeschichte
Zur Baugeschichte der Kirche und zu dem oder den Auftraggeber(n) ist nichts bekannt; es ist jedoch für viele kaum vorstellbar, dass es sich bei dem imposanten Bauwerk um eine einfache Pfarrkirche gehandelt haben soll. Im Allgemeinen ordnet man die romanische Kirche dem 12. Jahrhundert zu; der hochaufragende gotische Vierungsturm wird dagegen ins 13. Jahrhundert datiert.

## Architektur

### Außenbau

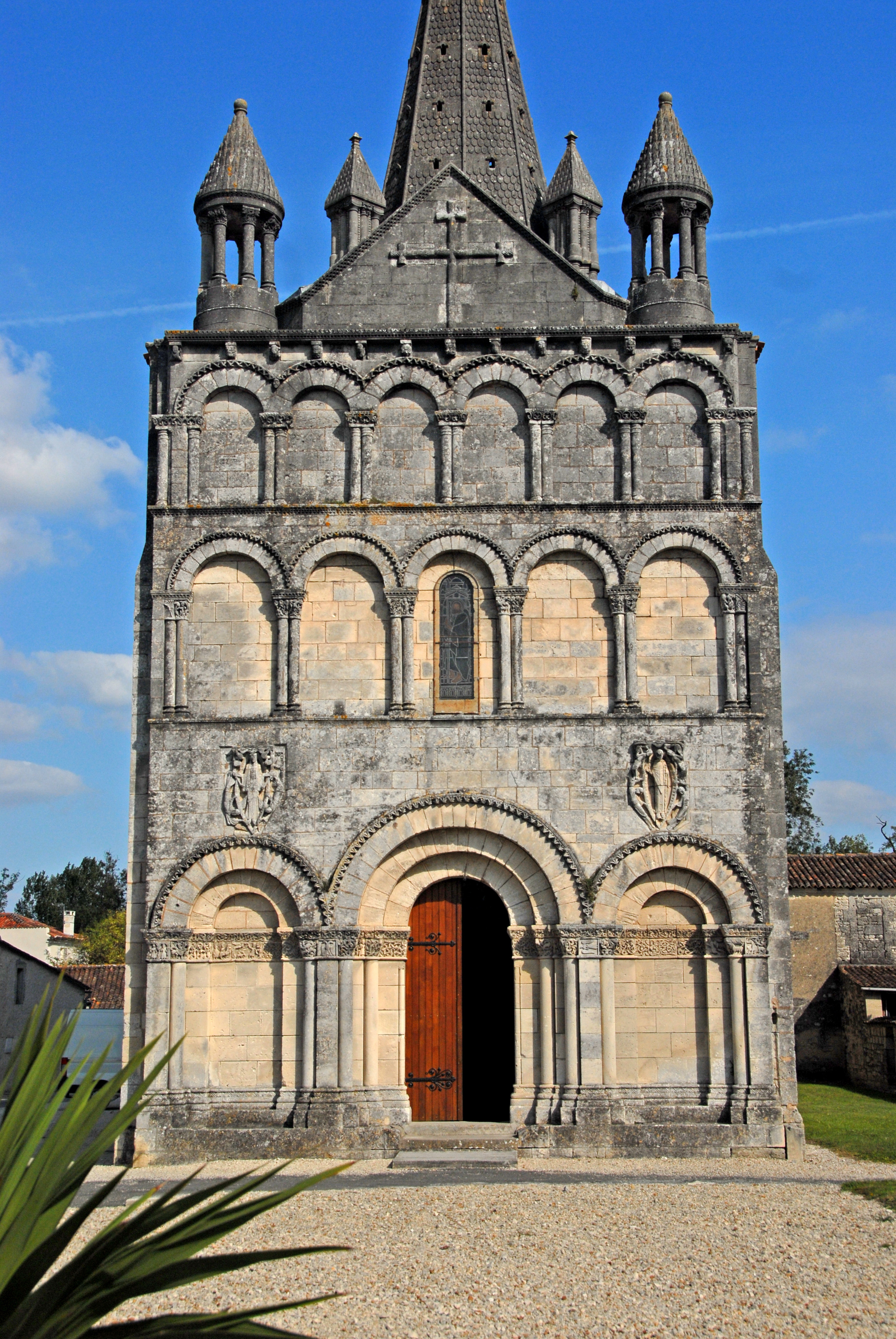
Pfarrkirche, Fassade

Die Süd- und Nordwand des kompakten und hoch aufragenden Schiffs aus dem 12. Jahrhundert übernehmen die innere Aufteilung in drei Joche durch vier Pfeilervorlagen an den Ecken des Schiffs und zwischen den Jochen. Sie reichen über etwa drei Viertel der Wandhöhe hinauf und sind oben dachartig nach außen abgeschrägt. Die verhältnismäßig geringe Tiefe der Wandvorlagen verdanken sie den Überwölbungen des Schiffs mit Kuppeln, die nur sehr geringe Schubkräfte nach außen aufbringen, und somit kein Strebewerk benötigen. Zwischen den Vorlagen sind oberhalb der halben Wandhöhe kleine Fenster ausgespart, die mit halbkreisförmigen Archivoltenbögen aus glatten Keilsteinen überdeckt sind, und von einem schmalen auskragenden Profil umfasst werden. Die Archivolten werden getragen von schlanken Rundsäulen, in Rückversätzen der seitlichen Leibung angeordnet. Die einfach gestalteten Kapitelle werden von Kämpferplatten gedeckt, die sich seitlich über die Wand ziehen, bis sie gegen die Vorlagen stoßen. Die Traufe kragt sehr weit aus. Ein doppeltes Gesims mit profilierter Sichtkante liegt auf eng gereihten Kragsteinen, die einen L-förmigen Querschnitt aufweisen, mit gekehltem Innenwinkel. Das flach geneigte Satteldach des Schiffs ist mit roten Hohlziegeln in römischer Form eingedeckt.

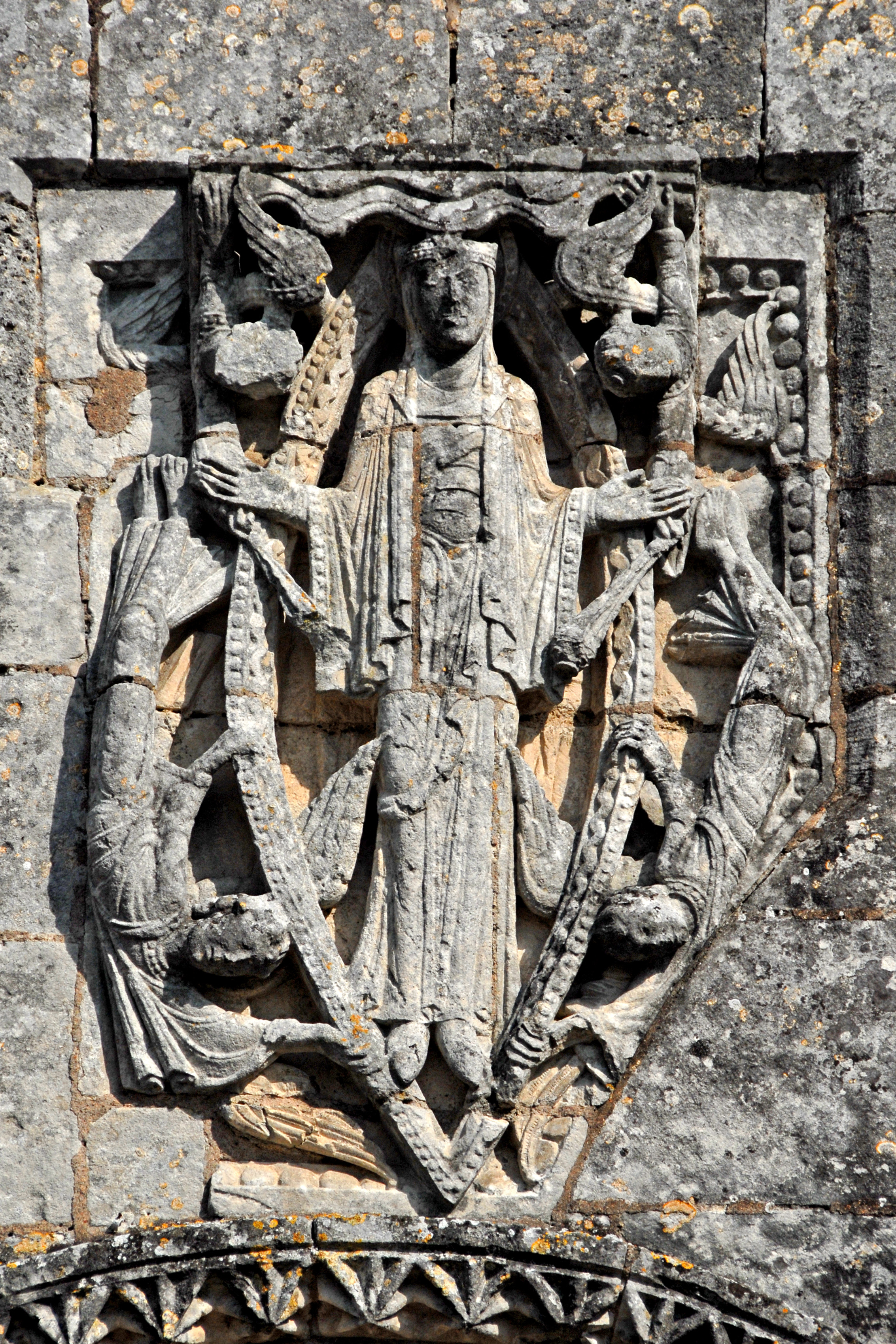
Hochrelief: Muttergottes in der Mandorla, von Engeln emporgetragen

Vor dem Schiff kommt noch ein weiteres Joch, innen in exakt gleicher Dimension wie die anderen, über dessen Kuppel der gotische Turm aufragt. Die Traufe dieses Abschnitts ist knapp über dem Fenster des Jochs angeordnet. Da das Quadrat des Turmgrundrisses deutlich kleiner ist als die Breite des Schiffs, entsteht zwischen dieser Traufe und der Turmwand ein schmales Pultdach, etwas tiefer als das Hauptdach. Die Basis des Turms reicht bis knapp über den First des Schiffs und wir durch ein schmales Kragprofil abgedeckt. Darüber beginnt die im Grundriss quadratische Glockenstube in hochgotischem Stil. Auf den Turmecken konzentrieren sich etliche schlanke Rundsäulen zu üppigen Bündeln, die oberhalb der Turmtraufen zu Ecktürmchen werden, mit steil geneigten Pyramidendächern. Auf jeder der vier Turmseiten sind zwei große Schallluken ausgespart, in Form gotischer Fenster, mit Spitzbögen und gotischem Maßwerk. Zwischen den Fenstern sind noch weitere aber kleinere Säulenbündel angeordnet, die bis unter die Turmtraufe reichen. Der steinerne Turmhelm besitzt die Form einer zwölfeckigen Pyramide, mit sehr steil geneigten Dachflächen. Diese tragen ein Muster, das sechskantige Schindeln imitiert. Darin sind jeweils sieben kleine gaubenartige Luken übereinander eingearbeitet. Die Grate tragen zylindrische Rippenprofile.
Auf der Ostseite des Turms, vor dem letzten Joch mit Kuppelwölbung, wurde im 13. Jahrhundert ein Chor mit zwei Jochen angebaut, in gleicher Breite und etwas größerer Traufhöhe als die des Schiffs. Die Überdeckung mit Kreuzrippengewölben machen ausladende Strebepfeiler notwendig, die an den Ecken und zwischen den Jochen errichtet sind. Sie sind gut einen Meter tief und ihre schrägen Abdeckungen reichen bis unter die Traufen. Der Chor besitzt eine flache Abschlusswand und wird mit fünf großen spitzbogigen Fenstern belichtet, die mit gotischem Maßwerk ausgestattet sind.
Das Steinmaterial trägt auf den stärker bewitterten Oberflächen eine graue Patina, hingegen haben die geringer bewitterten Flächen, zum Beispiel in Arkadennischen, noch den Originalfarbton des Natursteins bewahrt, ein leicht beige getöntes Weiß.

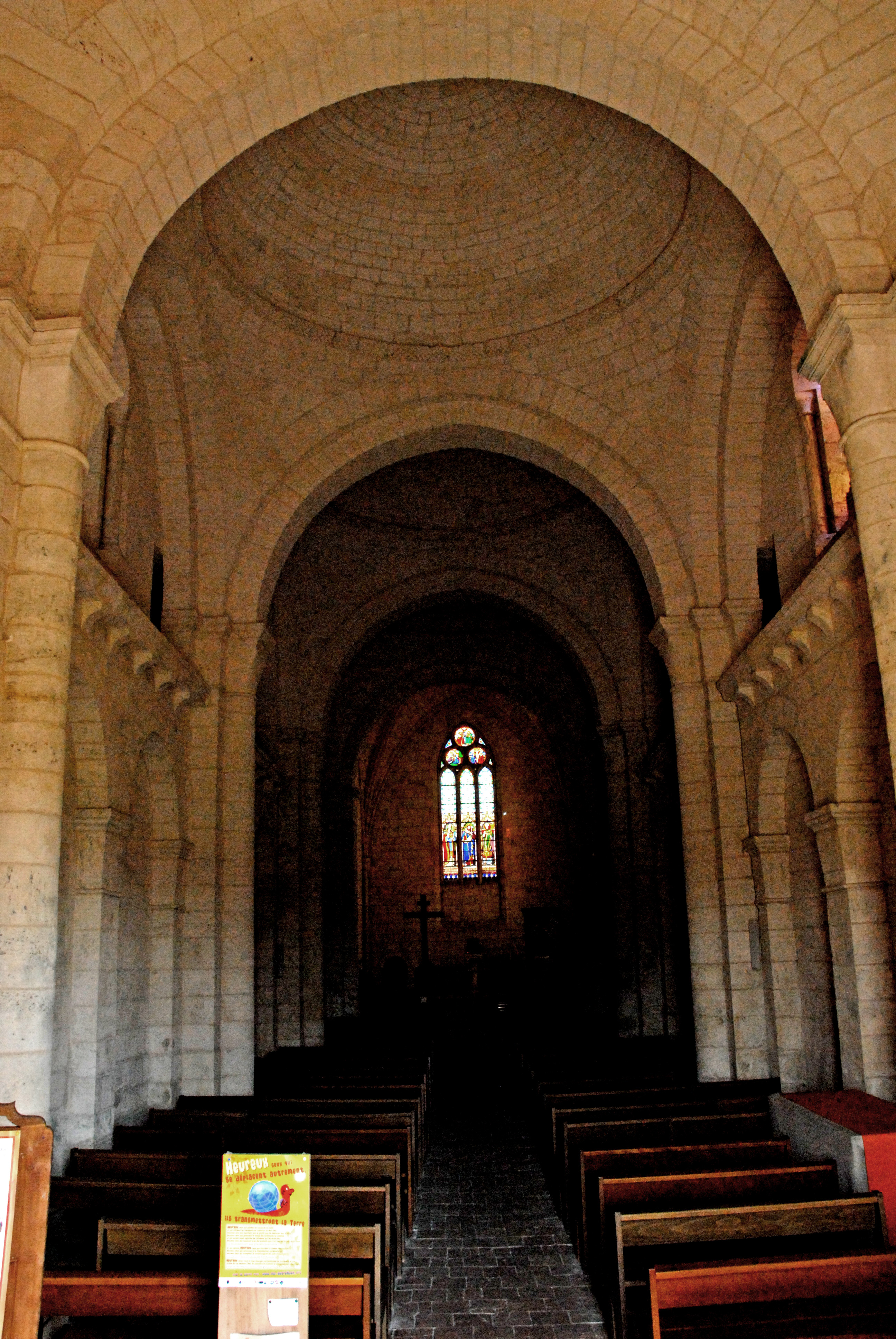
Schiff aus 1. Joch zum Chor, Wehrgänge

### Inneres

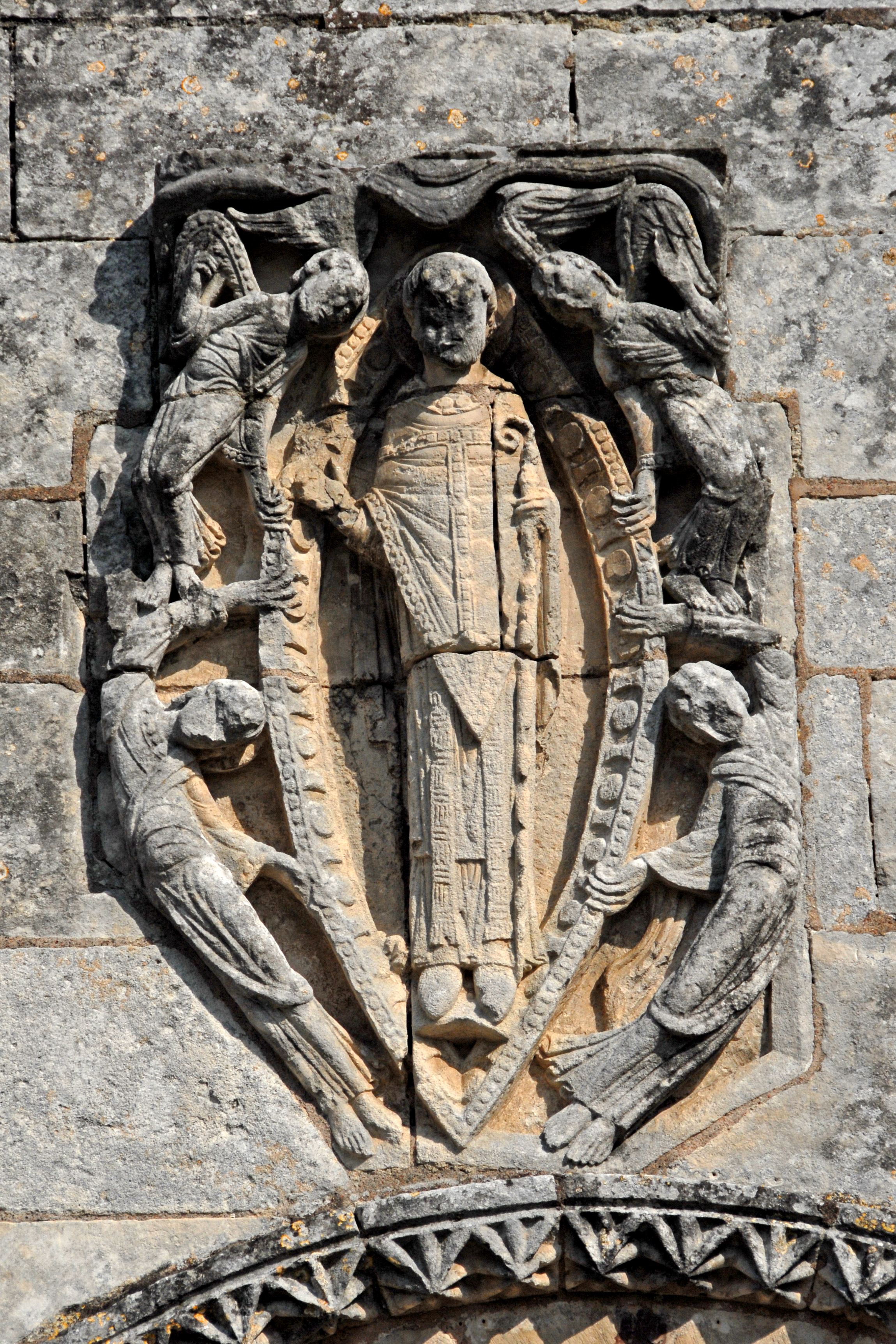
Hochrelief: der Patron der Kirche, St.-Martin, in der Mandorla

Das Schiff und seine Verlängerung unter den Turm besteht aus insgesamt vier gleichen Jochen, mit kreisrunden halbkugelförmigen Pendentifkuppeln, die in der Romanik wohl statisch intelligenteste und interessanteste Einwölbung großer Spannweiten. Da bei diesen Kuppelkonstruktionen die Lasten der Gewölbe unabhängig von den Außenwänden auf eigene kräftige Pfeiler übertragen und in die Fundamente abgeleitet werden, lässt die Gestaltung der inneren Wandflächen tiefgründig und damit sehr lebendig erscheinen. Die dicken Pfeilerbündel unter den Ecken der Pendentifs setzen sich aus Rechteck- und Halbrundpfeilern zusammen. Von deren Kapitellbündeln gehen Gurtbögen aus, jeweils einer über das Schiff hinweg, und quer dazu zwei im Querschnitt gestaffelte, leicht angespitzte Rundbögen, entlang den Außenwänden.
Die verbleibenden Wandflächen sind zwischen den Pfeilerbündeln vom Boden bis zur Unterkante der Fensteröffnungen zusätzlich aufgedickt. In diese Flächen sind je zwei Blendarkaden mit Rundbögen eingearbeitet, die auf der Oberseite mit dicken, auskragenden Steinplatten abgedeckt sind, deren Überstände von Kragsteinen unterstützt werden.

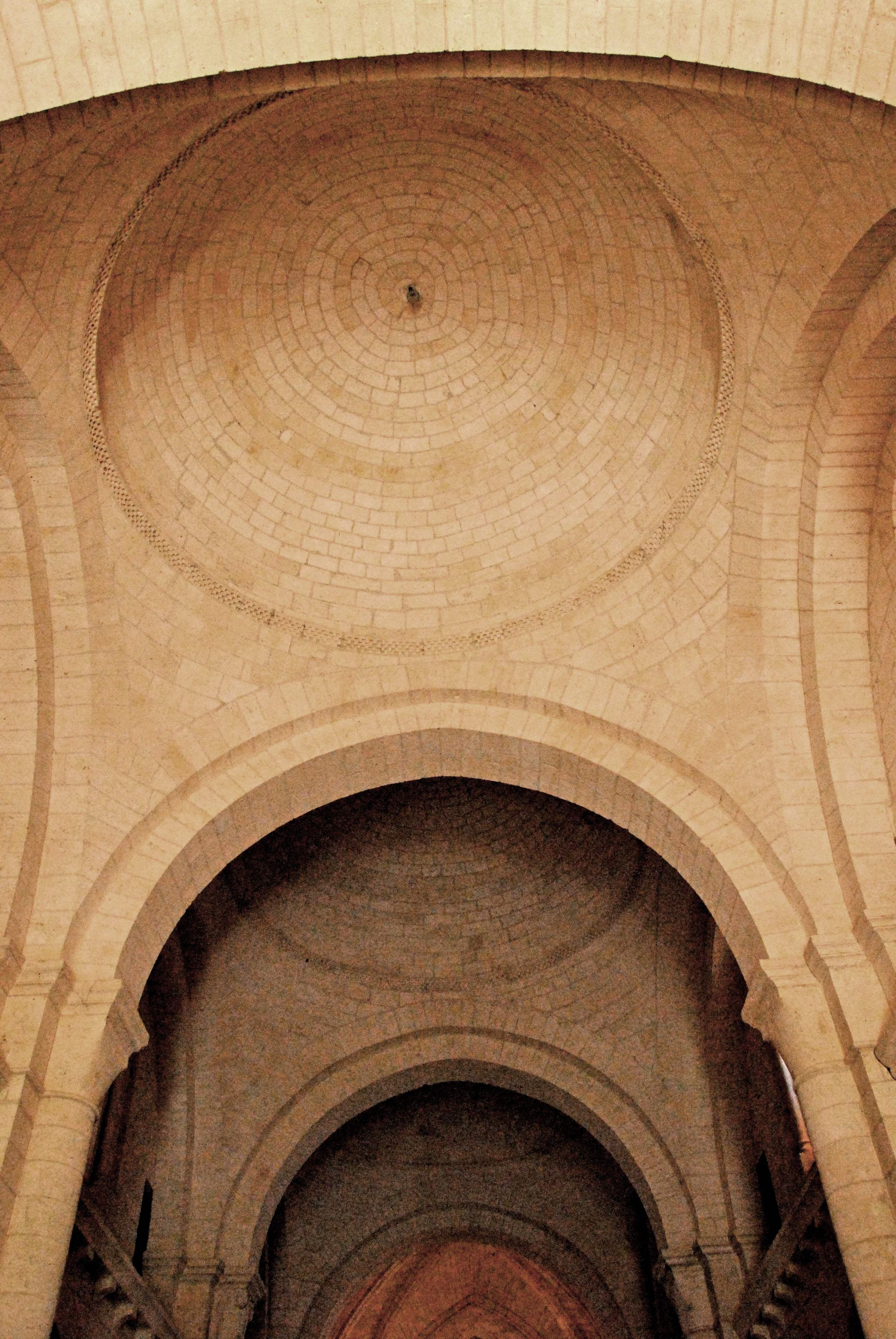
Schiff, 2. – 4. Kuppel

Diese Laufstege bilden Wehrgänge, mit denen der gesamte romanische Teil der Kirche ausgestattet ist, auch auf der Westwand über dem Hauptportal. Mannshohe Öffnungen und Durchlässe in den Wänden verbinden die Stege untereinander hinter den Säulenbündeln und mit separaten Treppenaufgängen, die im Mauerwerk versteckt sind. Damit konnten im Verteidigungsfall alle Fensteröffnungen der Kirche von den Verteidigern erreicht werden, selbstverständlich auch der gesamte Innenraum. Diese Wehrhaftigkeit ist der Kirche von außen nicht anzusehen.

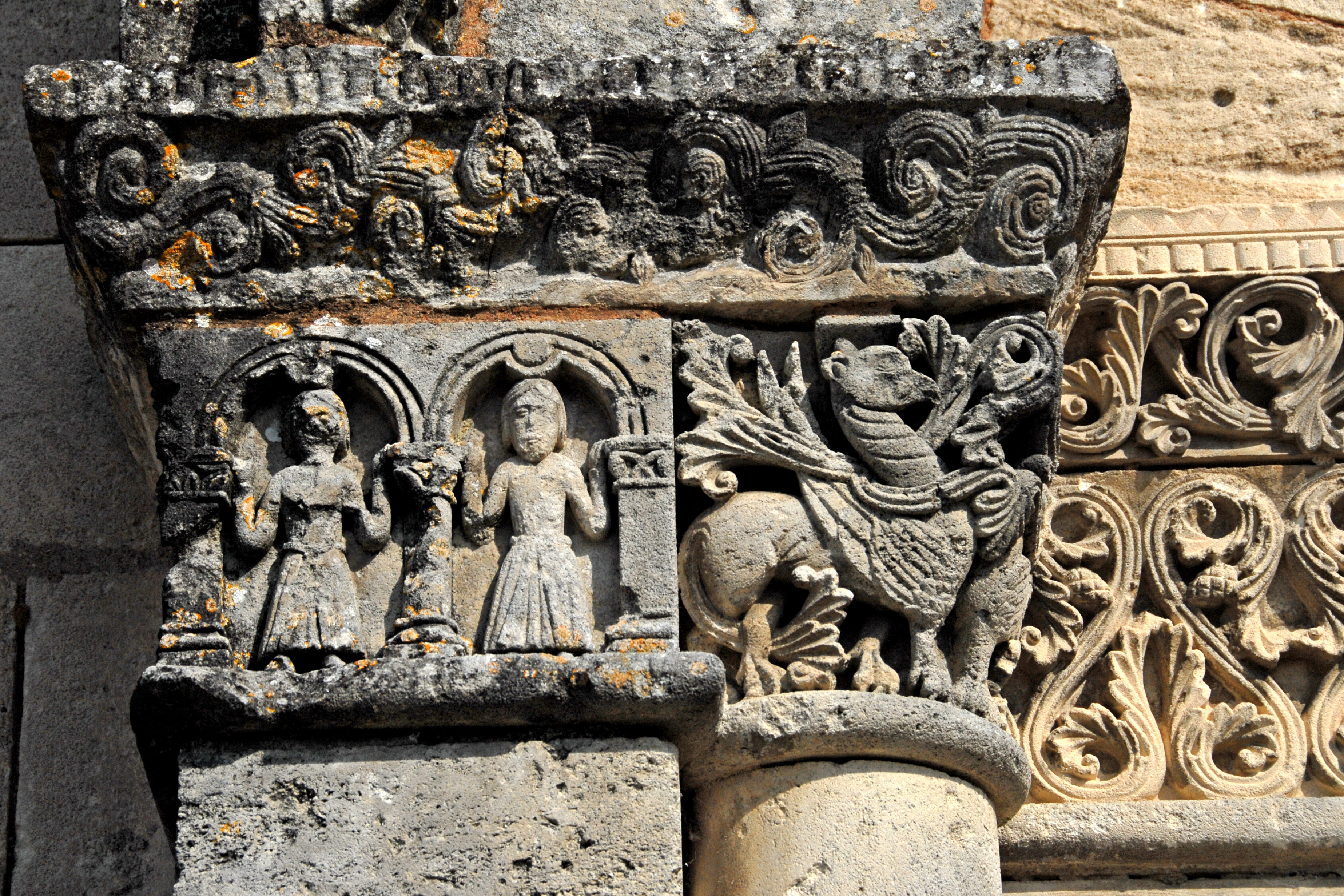
Kapitelle am linken Scheinportal: links: Mann und Frau, geflügelter Vierbeiner

Der gotische Chor aus dem 13. Jahrhundert ist zwei Joche lang und ersetzte vermutlich einen romanischen Vorgängerbau. Er wird von einem Kreuzrippengewölbe überspannt und hat eine plane Ostwand, ohne Apsis. Die spitzbogigen Fenster sind mit feingliedrigen Maßwerken bestückt.
Alle Wand- und Wölbungsflächen sind steinsichtig in sauberen Mauerwerkverbänden hergestellt. Der Naturstein hat einen fast weißen, leicht beigen Farbton.

### Westfassade
Die Fassade ist wie das Schiff ein Produkt der romanischen Baukunst des 12. Jahrhunderts.

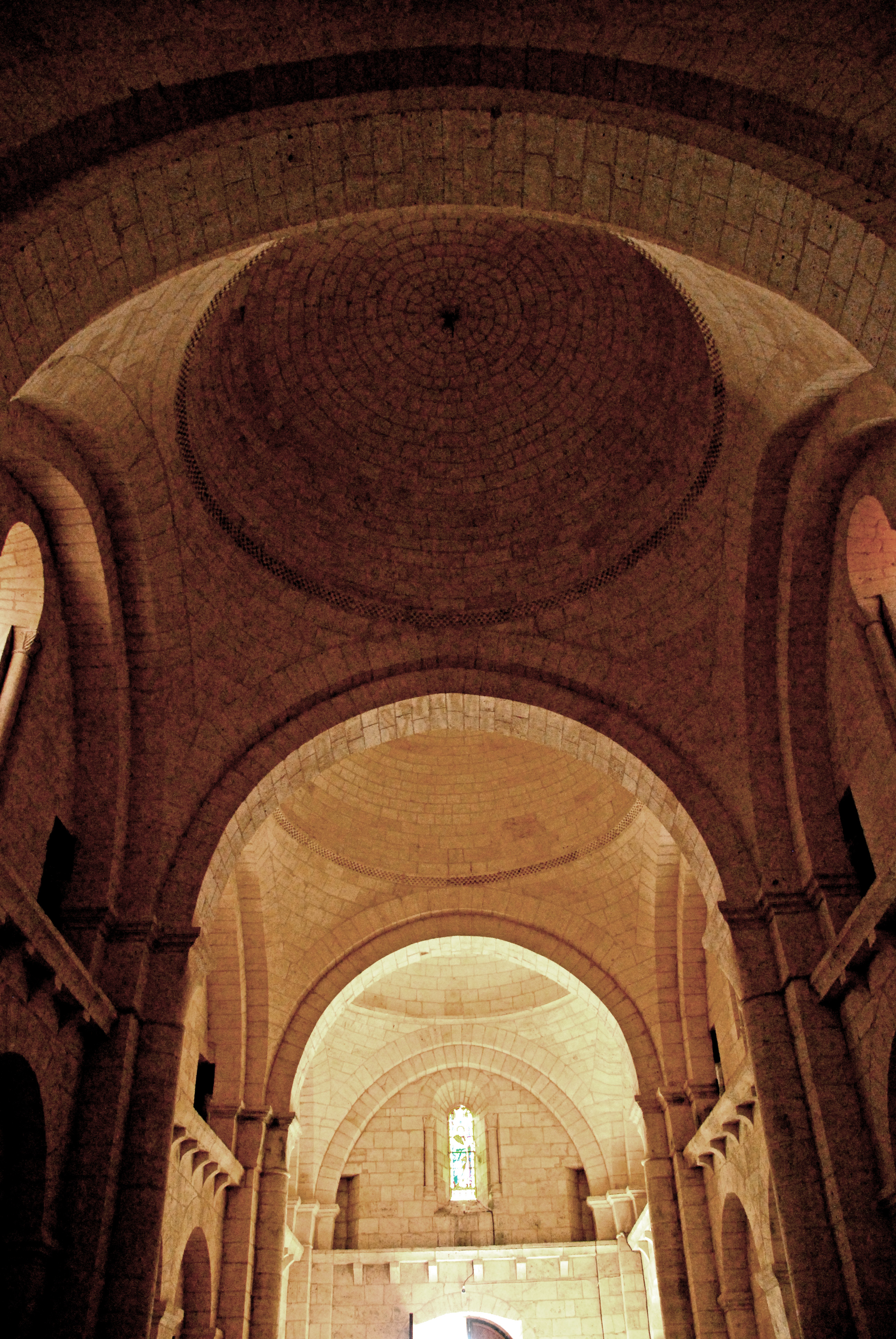
Schiff, aus 4. Joch nach hinten, Wehrgänge

#### Grobgliederung

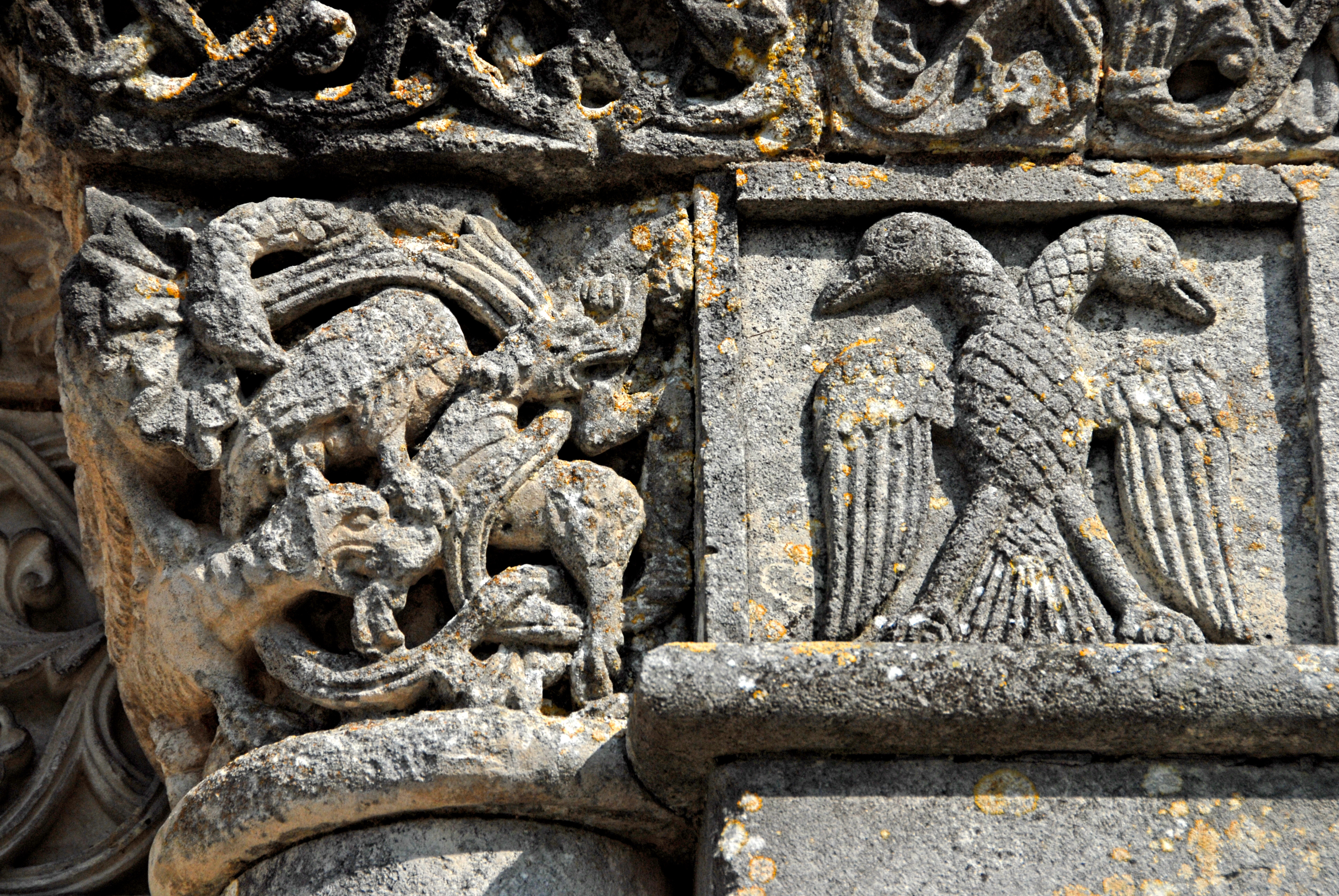
Kapitell links vom Hauptportal: Monster und Vogel, zweiköpfiger Phönix in liegendem Rechteck

Die Höhengliederung der Fassade ergibt drei Geschosse, im Verhältnis von etwa zwei zu eins zu 0,85. Die drei Geschosse werden untereinander durch schmale Gesimse getrennt.
Das Erdgeschoss wird vertikal unterteilt, etwa im Verhältnis 1 zu 1,5 zu 1, in das zentrale Hauptportal und zwei flankierende Blindportale. Das 1. Obergeschoss umfasst vertikal fünf Blendarkaden, von denen die mittlere ein kleines romanisches Fenster enthält. Das dritte Geschoss umfasst insgesamt sechs Blendarkaden, ohne Fenster. Darüber befindet sich ein kleines Giebeldreieck, deutlich schmaler als die Fassadenbreite.

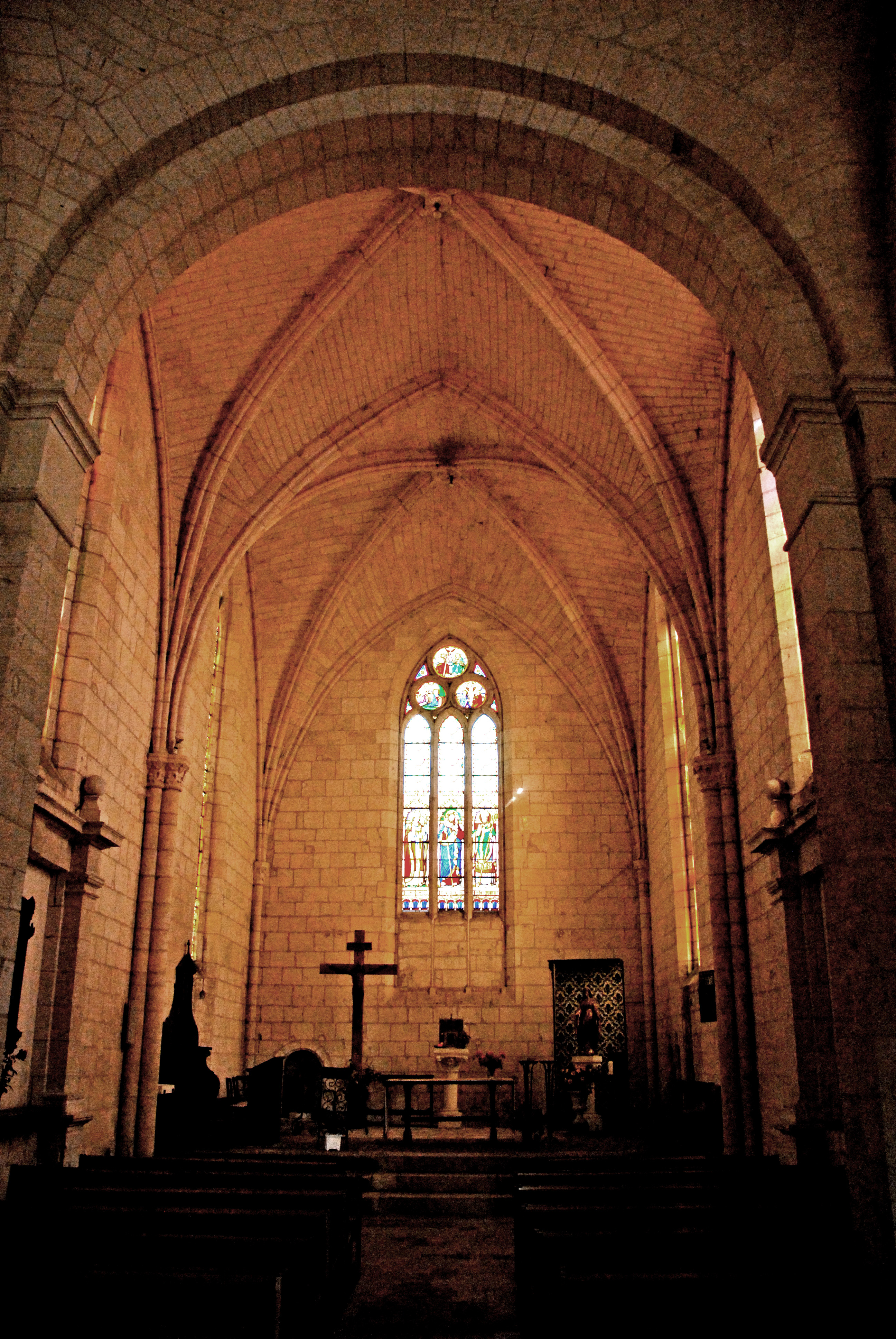
Chor, Kreuzrippengewölbe

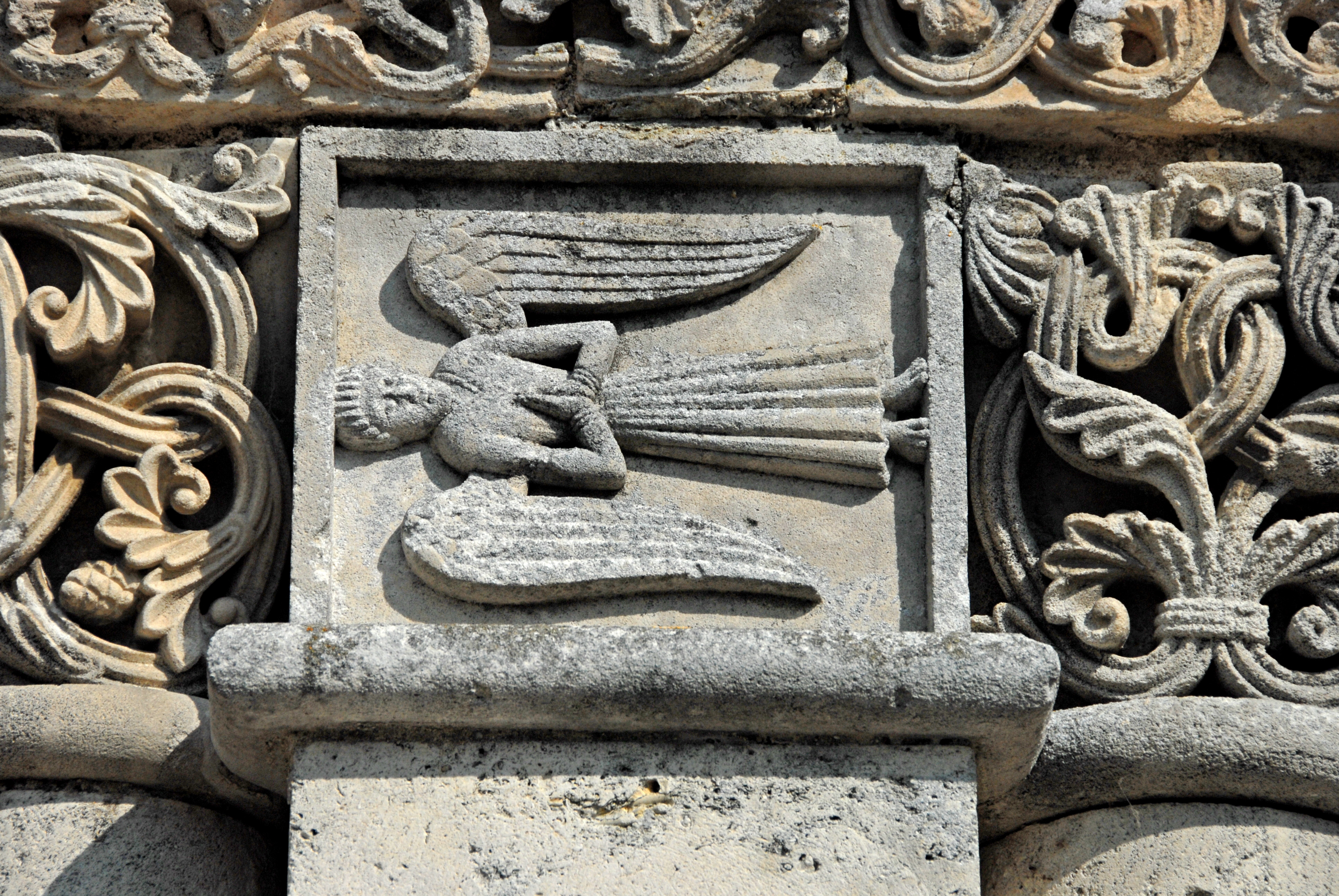
Kapitelle, rechts vom Hauptportal: Engel im Querformat, in liegendem Rechteck

Das Hauptportal im Erdgeschoss ist ein dreistufiges Archivoltenportal, mit unstrukturierten, im Querschnitt rechtwinkligen Archivolten aus Keilsteinen, die von einem schmalen, geometrisch skulptierten, auskragenden Profil umfasst werden. Das seitliche Gewände besteht jeweils aus einer Rechteck- und zwei glatten Rundstützen, die aufwändig skulptierte Kapitelle und Kämpfer tragen. Die flankierenden Blindportale sind im Gegensatz zum Hauptportal zweistufig. Sie weisen auf jeder Seite eine Rechteckstütze und eine Rundstütze auf, mit den zugehörigen Kapitellen. Alle Stützen sind unterfangen mit profilierten Basen und Plinthen, die bis auf die Höhe von zwei Stufen gegenüber dem anstehenden Gelände aufgefüttert sind.

#### Feinstrukturen

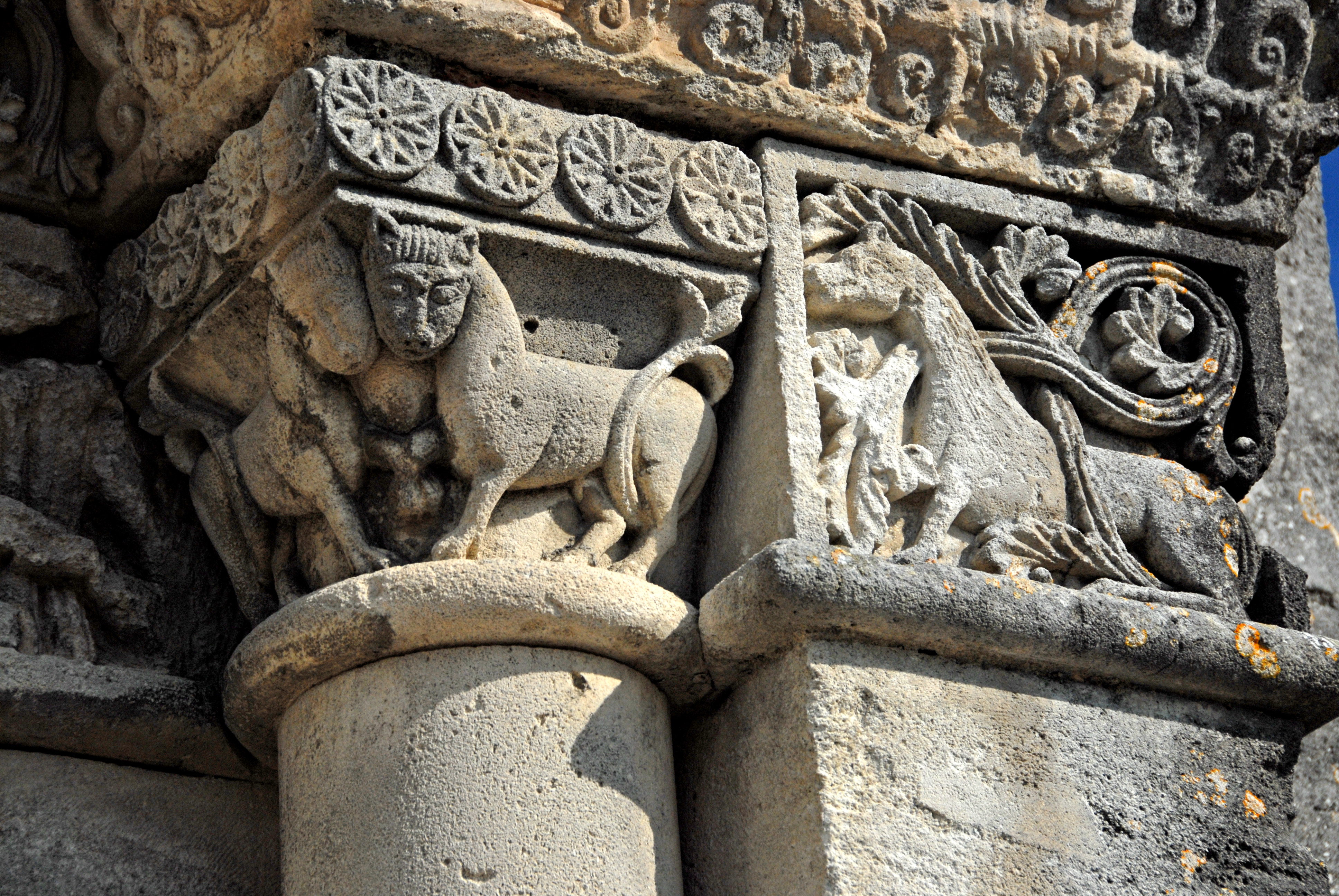
Kapitelle, rechtes Scheinportal, rechts: Löwen, Pferd

Von Bedeutung sind die figuralen und pflanzlichen Skulpturen der Kapitelle und des Bandes zwischen den Kapitellen des Erdgeschosses und die beiden Monumentalreliefs über den Scheinportalen. Folgende Motive sind zu erkennen (von linker zur rechten Fassadenecke): zwei Arkaden mit männlicher Person, ein Schwert im Gürtel, und weibliche Person / geflügelter Vierbeiner / Rankenwerk / zwei Personen und ein Tier / Engel fliegend mit großer und kleiner Person / Rankenwerk / Monster mit Vogel / zweiköpfiger Phönix in liegendem Rechteck / Person mit zum Segensgestus erhobener Hand / Rankenwerk / Portal / Rankenwerk / Vogel in Ranken / Engel mit ausgebreiteten Flügeln und gefalteten Händen, im Querformat, in liegendem Rechteck / Rankenwerk / Person reitend / Löwen / Pferd.
einer Mandorla von Engeln gegen Himmel getragen werden, in der linken die Muttergottes, in der rechten der Patron der Kirche, der heilige Martin mit Bischofsstab.

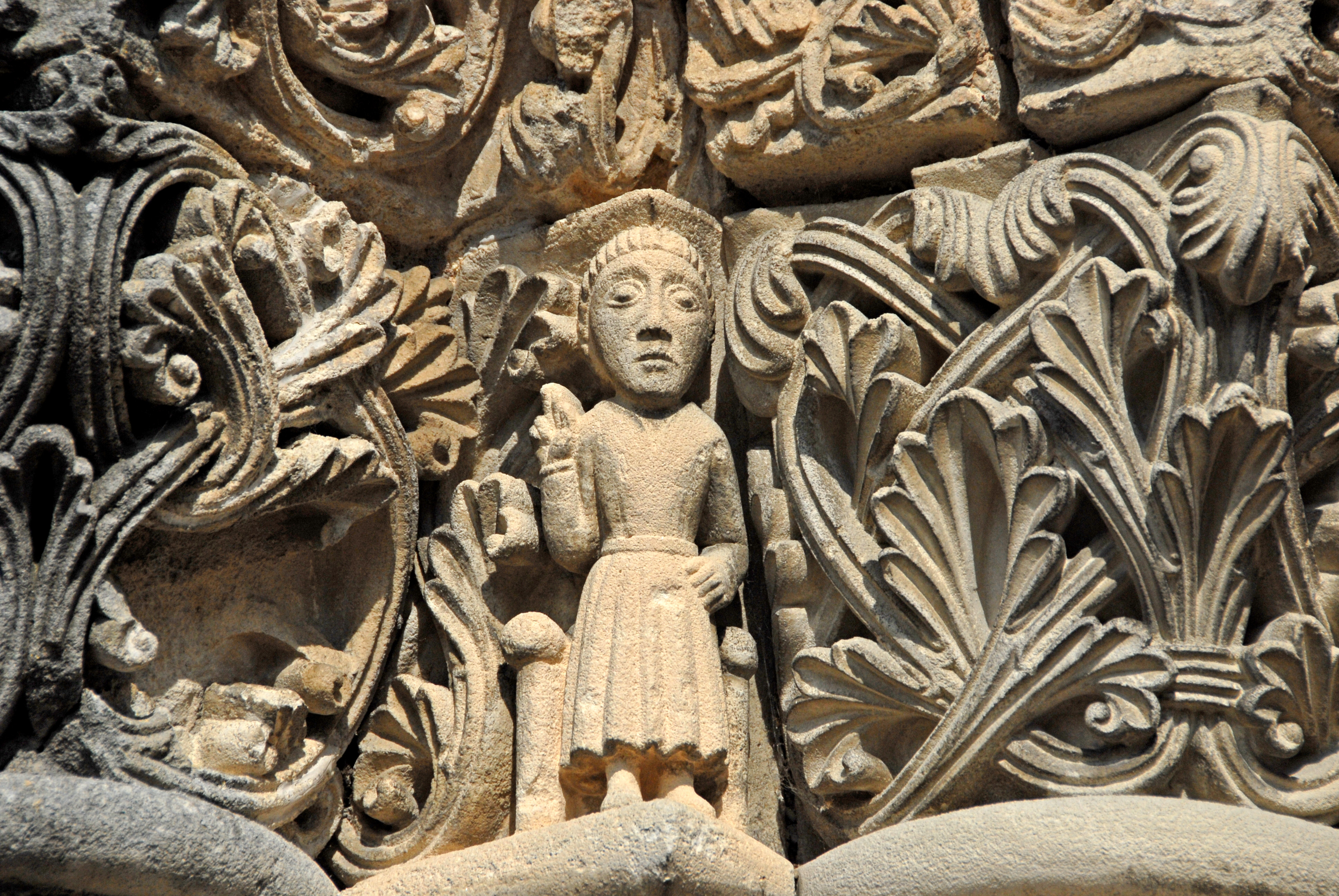
Kapitelle, im Hauptportal links: Person, mit zum Segensgestus erhobener Hand

Im ersten Obergeschoss bestehen die fünf Blendarkaden aus einfachen halbkreisförmigen Bögen der Archivolten, aus glatten Keilsteinen, mit Umfassungen aus schmalen auskragenden ornamentierten Profilen. Die Archivolten sitzen beidseitig auf je zwei schlanken Säulen mit figural gestalteten Kapitellen und Kämpfern.
Die sechs Blendarkaden im zweiten Obergeschoss weisen ähnliche Gestaltungen auf, wie im ersten Obergeschoss, nur etwas kleinmaßstäblicher. Darüber angeordnet ist ein weit ausladendes schmales Gesims auf Kragsteinen mit Kopf-Portraits von Tier- und Menschenmonstern.
Das kleine Giebeldreieck verdeckt gerade das dahinter befindliche Dach des Schiffs. Es ist verziert mit einem Kreuz, dessen Arme wiederum in kleine Kreuze aufgelöst sind. Beidseitig des Giebeldreiecks sind kreisrunde Türmchen oder Laternen aufgestellt, aus zylindrischen Basen, auf denen sechs schlanke Rundsäulchen stehen, mit Kapitellen und Basen, und einem steilwandigen Kegeldach, mit geschuppter Eindeckung (Imitation). Man wird an kleine runde griechische Tempel (Tholoi) erinnert. Hier könnte es sich um deutlich spätere Zugaben handeln.